# Hicsoldt Pál
Hicsoldt Pál (másként: Hiczold, Szamaróc, Trencsén megye, 1701. január 21. – Kassa, 1752. február 18.) bölcseleti doktor, Jézus-társasági áldozópap és tanár.

## Élete
1719. október 9-én lépett a rendbe Bécsben. 1728-ban a költészet tanára volt Nagyszombatban, ahol 1720-32-ben teológiát tanult; azután ismét a költészetet és etikát tanította ugyanott; 1738-40-ben bölcselettanár és egyszersmind hitszónok volt Kassán; azután szlovák hitszónok Pozsonyban; néhány évig hittérítő; rektor Ungvárt és végül a kassai konviktus kormányzója.
Nevét Hitsoldnak is írják.

## Munkái
- Vetus Hungarorum in Magnam Dominam Pietas sub poetico schemate restituta... et a poetis Tyrnaviensibus oblata. Tyrnaviae. 1728
- Orbis universi de intemerato Virginis ortu consensus. Tyrnaviae, 1730
- Panegyricus D. Ivoni dictus. Tyrnaviae, 1730
- Fragmenta ungaricae historiae ad a. Chr. 1663. Laureatis honoribus Dni. Lib. Bar. Mednyánszky... Promotore... Cassoviae, 1738 (ezen munkát Korneli Jánosnak is tulajdonítják)
- Triumphi Laureati D. Joannis Francisci Regis, Magni Galliarum Apostoli. Promotore... Cassoviae, 1738 (elegia, Stöger után De Backer Schmitth Miklós jezsuitát tartja a munka szerzőjének)
- Aristoteles redivivus Romano Catholicus. Ex operibus Melchioris Cornaei e Soc. Jesu excerptus. Cassoviae, 1739